# Clement Greenberg
Clement Greenberg (16. ledna 1909, New York - 7. května 1994, New York) byl americký teoretik a kritik umění, který měl zásadní podíl na uznání abstraktního expresionismu ve výtvarném umění.
Narodil se v židovské rodině, jež přišla do Ameriky z Litvy. Vystudoval jazyky a literaturu na Syracuse University. V letech 1940–42 vedl Partisan Review, v letech 1942–49 byl uměleckým kritikem časopisu The Nation, v letech 1945–57 řídil časopis Commentary. Především v The Nation prosazoval abstraktní expresionismus a zejména podporoval a vykládal dílo Jacksona Pollocka. Abstrakce podle něj byla nevyhnutelným a jediným možným směrem vývoje moderního umění. Roku 1960 vydal svou klíčovou knihu Modernist Painting. Knižní monografie věnoval též Joan Miróovi či Henri Matissovi.
Od 30. let se Greenberg stal vlivnou postavou americké umělecké scény. Žil a pracoval v New Yorku. Razil termíny "American-Type Painting" a "Colour Field Painting". Východiskem a ideovým základem byla pro Greenberga meziválečná levicová avantgarda a marxistická ideologie. Své názory na umění koncepčně odvíjel od obecné teorie modernismu. Jeho pojetí se postupem času (a především po uveřejnění jeho eseje Avantgarda a kýč v časopise Partisan Review v roce 1939) stalo směrodatným a Greenberg svými názory dokázal ovlivnit osudy jednotlivých umělců i celých hnutí.